# Uçgün
Uçgün è un comune dell'Azerbaigian situato nel distretto di Quba. Conta una popolazione di 886 abitanti.